# Línea 37 (Movibus)
La línea 37 de la red de autobuses interurbanos de la Región de Murcia (Movibus) une La Alcayna con Murcia.

## Características
Fue puesta en servicio el 27 de diciembre de 2021, tras una reorganización en ciertos servicios de la primera fase de Movibus. Heredó el recorrido de la línea 49 de LAT, uniendo la urbanización con el centro de Murcia a través de la Avenida Juan Carlos I.
La línea mantiene los mismos horarios todo el año (exceptuando las vísperas de festivo y festivos de Navidad).
Pertenece a la concesión RMU-003 "Molina de Segura - Murcia", y es operada por Interbus.

## Horarios
Los horarios que no sean cabecera son aproximados.
| Lunes a viernes laborables |                     |                     |                     |                     |                     |                     |                     |
| La Alcayna > Murcia        | La Alcayna > Murcia | La Alcayna > Murcia | La Alcayna > Murcia | Murcia > La Alcayna | Murcia > La Alcayna | Murcia > La Alcayna | Murcia > La Alcayna |
| Los Conejos                | La Alcayna          | Plaza Circular      | Plaza Cruz Roja     | Plaza Cruz Roja     | Plaza Circular      | La Alcayna          | Los Conejos         |
| 06:50                      | 06:55               | 07:25               | 07:35               | 07:45               | 07:55               | 08:25               |                     |
|                            | 08:30               | 09:00               | 09:10               | 09:15               | 09:25               | 09:55               | 10:00               |
| 09:50                      | 09:55               | 10:25               |                     |                     | 10:45               | 11:15               | 11:20               |
| 11:30                      | 11:35               | 12:05               | 12:15               | 12:45               |                     |                     |                     |
|                            | 13:00               | 13:30               | 13:40               | 13:45               | 13:55               | 14:25               | 14:30               |
| 14:30                      | 14:35               | 15:05               | 15:15               | 15:15               | 15:25               | 15:55               |                     |
|                            | 16:00               | 16:30               |                     |                     | 16:45               | 17:15               | 17:20               |
| 17:30                      | 17:35               | 18:05               | 18:15               | 18:45               | 18:50               |                     |                     |
| 19:00                      | 19:05               | 19:35               | 19:45               | 19:45               | 19:55               | 20:25               | 20:30               |
| 20:30                      | 20:35               | 21:05               | 21:15               | 21:15               | 21:25               | 21:55               |                     |
|                            | 22:00               | 22:30               |                     |                     | 22:30               | 23:00               |                     |
| Sábados laborables         |                     |                     |                     |                     |                     |                     |                     |
| La Alcayna > Murcia        | La Alcayna > Murcia | La Alcayna > Murcia | La Alcayna > Murcia | Murcia > La Alcayna | Murcia > La Alcayna | Murcia > La Alcayna | Murcia > La Alcayna |
| Los Conejos                | La Alcayna          | Plaza Circular      | Plaza Cruz Roja     | Plaza Cruz Roja     | Plaza Circular      | La Alcayna          | Los Conejos         |
|                            | 09:30               | 10:00               | 10:10               | 10:30               | 10:40               | 11:10               |                     |
| 11:30                      | 12:00               | 12:10               | 12:30               | 12:40               | 13:10               |                     |                     |
| 13:30                      | 14:00               | 14:10               | 14:30               | 14:40               | 15:10               |                     |                     |
| 15:30                      | 16:00               | 16:10               | 16:30               | 16:40               | 17:10               |                     |                     |
| 17:30                      | 18:00               | 18:10               | 18:30               | 18:40               | 19:10               |                     |                     |
| 19:30                      | 20:00               | 20:10               | 20:30               | 20:40               | 21:10               |                     |                     |
| 23:00                      | 23:30               | 23:40               |                     |                     |                     |                     |                     |
| Domingos y festivos        |                     |                     |                     |                     |                     |                     |                     |
| La Alcayna > Murcia        | La Alcayna > Murcia | La Alcayna > Murcia | La Alcayna > Murcia | Murcia > La Alcayna | Murcia > La Alcayna | Murcia > La Alcayna | Murcia > La Alcayna |
| Los Conejos                | La Alcayna          | Plaza Circular      | Plaza Cruz Roja     | Plaza Cruz Roja     | Plaza Circular      | La Alcayna          | Los Conejos         |
|                            | 09:30               | 10:00               | 10:10               | 11:30               | 11:40               | 12:10               |                     |
| 13:30                      | 14:00               | 14:10               | 15:30               | 15:40               | 16:10               |                     |                     |
| 17:30                      | 18:00               | 18:10               | 19:30               | 19:40               | 20:10               |                     |                     |

## Recorrido y paradas

### Sentido Murcia
| Parada                      | Común con          | Conexiones con tranvía | Municipio        |
| --------------------------- | ------------------ | ---------------------- | ---------------- |
| Los Conejos C/ Nº 4         |                    |                        | Molina de Segura |
| Los Conejos C/ Siete        |                    |                        | Molina de Segura |
| Los Olivos                  |                    |                        | Molina de Segura |
| La Alcayna (Cruce)          |                    |                        | Molina de Segura |
| Avda. Picos de Europa 38    |                    |                        | Molina de Segura |
| La Alcayna (Plaza Chica)    |                    |                        | Molina de Segura |
| Esquina C/ Cariátides       |                    |                        | Molina de Segura |
| La Alcayna (Farmacia)       |                    |                        | Molina de Segura |
| La Alcayna (Piscina)        |                    |                        | Molina de Segura |
| Sirius-Picos de Europa      |                    |                        | Molina de Segura |
| Midas                       |                    |                        | Molina de Segura |
| June                        |                    |                        | Molina de Segura |
| Cruce Altorreal             |                    |                        | Molina de Segura |
| Montepríncipe               | 35                 |                        | Molina de Segura |
| C.C. Myrtea - Diego Marín   | 31 34 35           |                        | Murcia           |
| Cruce del Puntal            | 31 32A 34 35 36 38 | Cruce del Puntal       | Murcia           |
| Biblioteca-Pabellón (Impar) | 31 32A 34 35 36 38 | Biblioteca Regional    | Murcia           |
| Barnés (Impar)              | 31 32A 34 35 36 38 | Juan Carlos I          | Murcia           |
| Cajamurcia (Pza. Circular)  | 21B 34             | Plaza Circular         | Murcia           |
| Avda. Constitución, 5       | 21B 34             |                        | Murcia           |
| Santa Isabel                | 21B 34             |                        | Murcia           |
| Plaza Cruz Roja             | 21B                |                        | Murcia           |

### Sentido La Alcayna
| Parada                              | Común con              | Conexiones con tranvía | Municipio        |
| ----------------------------------- | ---------------------- | ---------------------- | ---------------- |
| Plaza Cruz Roja                     | 21B                    |                        | Murcia           |
| Gran Vía, 6                         | 21B                    |                        | Murcia           |
| Santa Isabel (Frente)               | 21B                    |                        | Murcia           |
| Avenida de la Constitución, 8       | 21B                    |                        | Murcia           |
| Plaza Circular, 14                  | 21B 31 32A 34 35 36 38 | Plaza Circular         | Murcia           |
| Barnés (Par)                        | 31 32A 34 35 36 38     | Juan Carlos I          | Murcia           |
| Biblioteca-Pabellón (Par)           | 31 32A 34 35 36 38     | Biblioteca Regional    | Murcia           |
| Cruce del Puntal                    | 31 32A 34 35 36 38     | Cruce del Puntal       | Murcia           |
| C.C. Myrtea - Diego Marín           | 31 34 35               |                        | Murcia           |
| Montepríncipe                       | 35                     |                        | Molina de Segura |
| Cruce Altorreal                     |                        |                        | Molina de Segura |
| June                                |                        |                        | Molina de Segura |
| Midas                               |                        |                        | Molina de Segura |
| Sirius-Picos de Europa              |                        |                        | Molina de Segura |
| La Alcayna (Piscina)                |                        |                        | Molina de Segura |
| La Alcayna (Farmacia)               |                        |                        | Molina de Segura |
| Esquina C/ Cariátides               |                        |                        | Molina de Segura |
| La Alcayna (Plaza Chica)            |                        |                        | Molina de Segura |
| Avda. Picos de Europa - Río Castril |                        |                        | Molina de Segura |
| La Alcayna (Cruce)                  |                        |                        | Molina de Segura |
| Los Olivos                          |                        |                        | Molina de Segura |
| Los Conejos C/ Nº 4                 |                        |                        | Molina de Segura |